# Ilustración escocesa
La Ilustración escocesa o Escuela escocesa fue un movimiento cultural del siglo XVIII escocés caracterizado por la destacada producción intelectual, científica, y cultural desarrollada en Escocia, sobre todo a partir de la segunda mitad de siglo. Usualmente vista como una Edad de Oro en la historia de Escocia, la Ilustración escocesa significó la eclosión cultural de los escoceses, internacionalizándose y convirtiendo a Escocia en uno de los principales focos culturales de Europa. Para 1750, los escoceses se contaban entre los habitantes más cultos de Europa, con una tasa de analfabetismo estimada de tan sólo el 25%. El impacto del movimiento fue notable: en algún momento de la segunda mitad del siglo XVIII, Edimburgo pasaría a ser apodada la «Atenas del Norte».

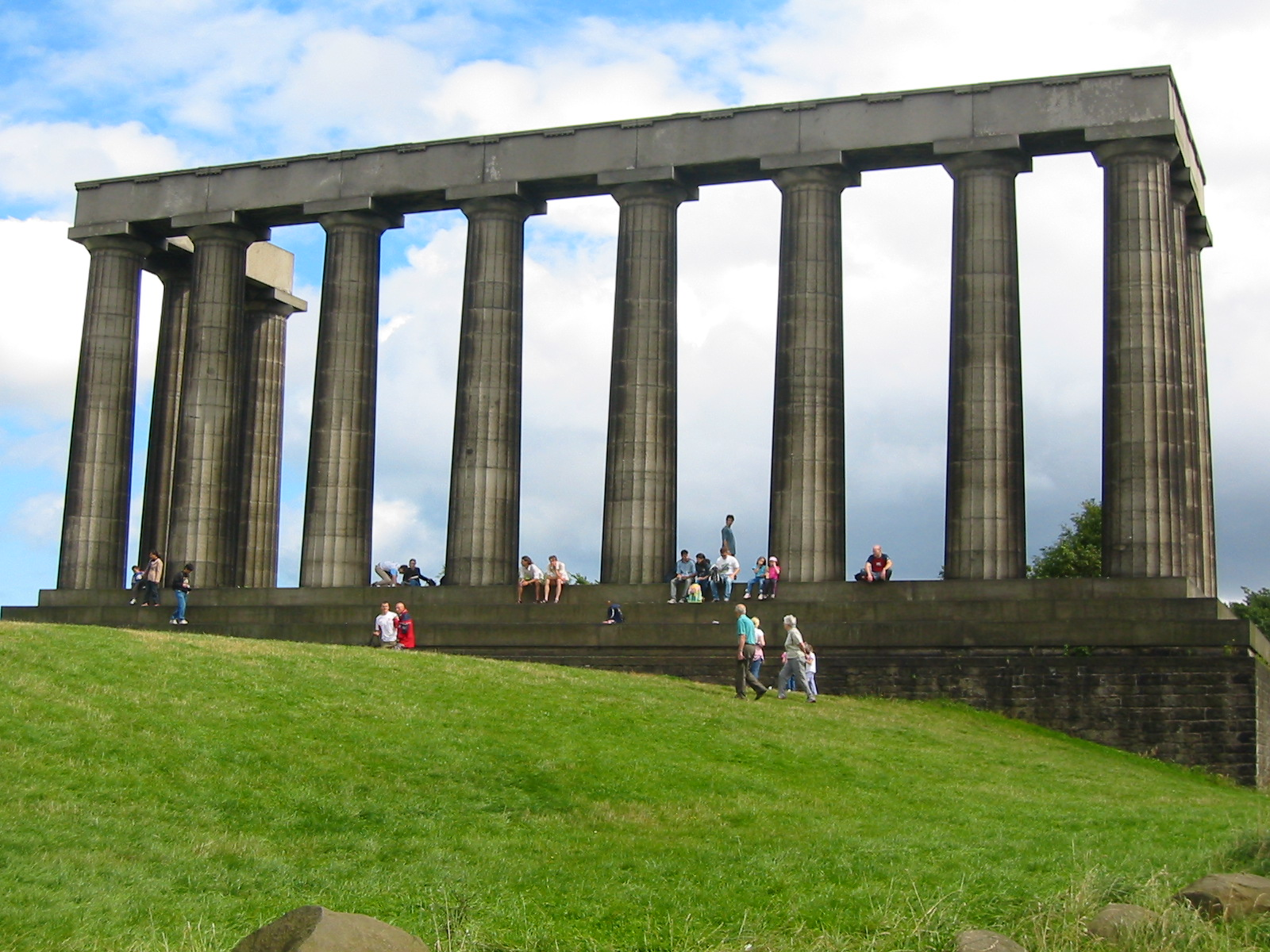
Monumento Nacional de Edimburgo, la «Atenas del Norte».

La Ilustración escocesa abrazó los preceptos humanistas y racionalistas de la Ilustración europea, dejándose influenciar principalmente por los intelectuales franceses, país con el cual Escocia siempre había mantenido contacto. Sin embargo, en vez de conformarse con ser un mero calco de la Ilustración francesa, la escocesa se caracterizó por su espíritu original e innovador; los intelectuales escoceses reafirmarían la importancia de la razón, negando cualquier tipo de autoridad que no pudiera ser justificada con ella, y sosteniendo un punto de vista esencialmente optimista sobre la capacidad del individuo en contribuir y mejorar la sociedad y la naturaleza empleando únicamente su entendimiento.
Fue esta última característica la que marcaría la diferencia fundamental entre la Ilustración escocesa y el resto de movimientos ilustrados, al plantear de manera seria la necesidad y la obligación de llevar a la práctica las ideas ilustradas. Así, en Escocia la Ilustración se caracterizaría por ser eminentemente práctica y empirista, valorando estos dos aspectos como las principales virtudes que conducían al progreso, mejora y beneficio práctico del individuo y de la sociedad en su conjunto.
Entre los productos más destacados de este movimiento se encuentran los logros en filosofía, economía, geología, ingeniería y sociología. Algunas de las principales figuras de la Ilustración escocesa fueron el filósofo Francis Hutcheson, el filósofo David Hume, los economistas Adam Smith y James Mill, el filósofo Thomas Reid, el antropólogo Lord Kames, Adam Ferguson, John Playfair, el químico Joseph Black, el geólogo James Hutton, el ingeniero James Watt y el lingüista Lord Monboddo.
Los efectos de la Ilustración escocesa se hicieron notar más allá de las fronteras de Escocia, no solo por el prestigio y la estima que alcanzaron las ideas y actitudes de la Ilustración escocesa, sino porque muchos inmigrantes escoceses llevaron las ideas de la misma a las colonias británicas en América, influyendo de manera decisiva en el desarrollo de los futuros Estados Unidos de América y de la sociedad industrializada.

## Orígenes: el Acta de Unión de 1707
En 1707, el Parlamento inglés aprobó el Acta de Unión que abolía el Reino de Escocia como entidad formalmente independiente de Inglaterra y creaba el Reino de Gran Bretaña, formado por Inglaterra, Escocia y Gales. El Acta de Unión alteró de manera fundamental el lugar de Escocia en el mundo. A consecuencia de la misma, los escoceses se vieron desplazados políticamente (lo cual conduciría al desarrollo del nacionalismo escocés), pero fueron forzados a abandonar sus actitudes aislacionistas (surgidas de su continua oposición al Reino de Inglaterra), y a abrirse al mundo. Ello, junto con la expansión del nuevo Imperio Británico del que formaban parte condujo a un renacimiento del pensamiento filosófico en Escocia, que produciría una asombrosa variedad de intelectuales en todas las ramas del saber.
Probablemente la región más pobre de la Europa Occidental en 1707, a raíz de la Unión Escocia pudo dirigir su atención al mundo sin la oposición de Inglaterra, que siempre había visto cualquier intento de acercamiento exterior de Escocia como una posible alianza militar en su contra. Establecida la Unión, las pretensiones inglesas parecían garantizadas, y Escocia, agotada económicamente tras una serie de enfrentamientos con Inglaterra que hundían sus raíces en la expulsión de la Casa Estuardo del trono inglés, supo aprovechar el impulso del libre comercio con los territorios del Imperio Británico para recuperarse económicamente de manera espectacular. La Iglesia Escocesa, de denominación calvinista, promovería al tiempo el establecimiento del primer sistema público de enseñanza en Europa. Para el calvinismo, la formación de misioneros, clérigos y expertos teólogos era algo fundamental, que no debía relegarse únicamente a un sector privilegiado de la sociedad, sino a toda ella, dado que todo el pueblo era parte de la comunidad cristiana; la necesidad de promover una educación general básica destinada a tales fines ya había sido puesta de manifiesto por el propio Juan Calvino en el siglo XVI, y la iglesia presbiteriana escocesa no hizo sino desarrollar el plan.
En el siglo XVIII, Escocia tenía una red de escuelas parroquiales en las Tierras Bajas de Escocia y cinco universidades. La cultura de la Ilustración se fundó en lecturas atentas de nuevos libros y en las intensas discusiones que tenían lugar a diario en lugares de reunión intelectual en Edimburgo como The Select Society, más tarde sustituido por The Poker Club, o el Oyster Club, así como dentro de las antiguas universidades de Escocia (Saint Andrews, Glasgow, Edimburgo y tanto el King's College como el Marischal College de la Universidad de Aberdeen), e instituciones como la Royal Society of Edinburgh. 
Bajo este estímulo doble, el de la educación y el del desarrollo económico, pronto surgieron en Escocia una serie de pensadores que comenzarían la característica revisión crítica de todo lo anterior; las tradicionales conexiones escocesas con Francia, por entonces cuna de la Ilustración, hicieron que los escoceses comenzaran a desarrollar una rama del iluminismo inusualmente práctica, hasta el punto de que Voltaire afirmara que «Miramos a Escocia para encontrar todas nuestras ideas sobre la civilización».

## Empirismoy razonamiento inductivo

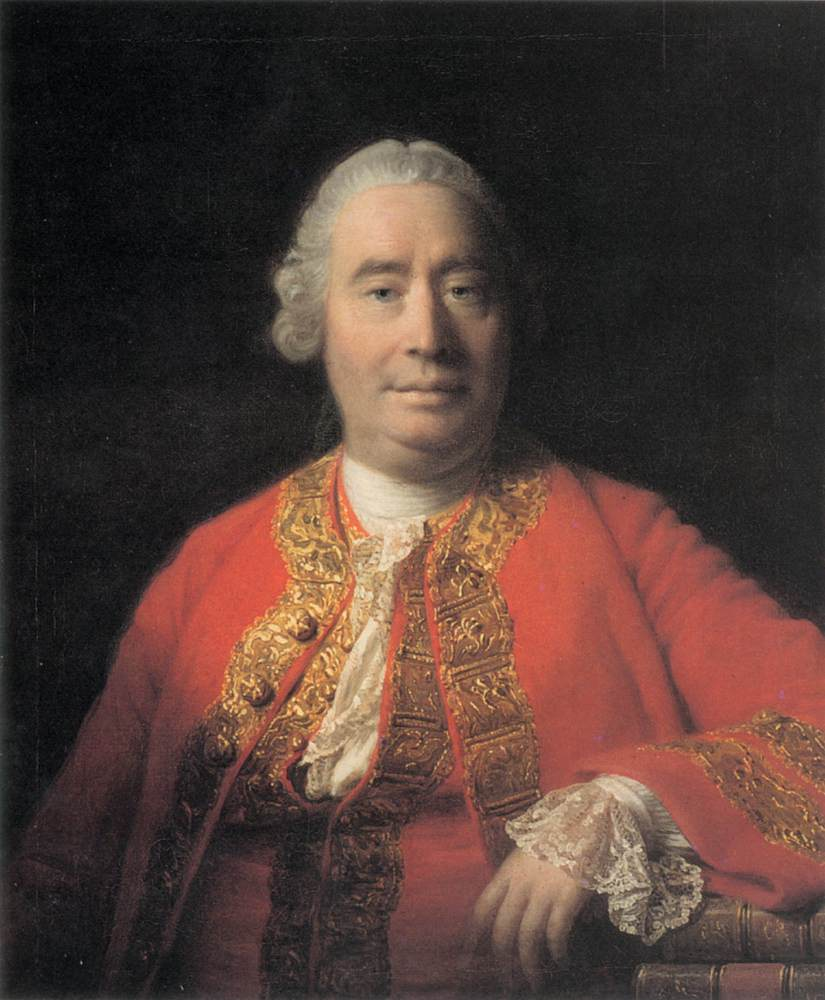
David Hume.

El primer gran filósofo de la Ilustración escocesa fue Francis Hutcheson, Catedrático de Filosofía en la Universidad de Glasgow desde 1729 hasta 1746. Filósofo moral con alternativas a las ideas de Thomas Hobbes, una de sus principales contribuciones fue el desarrollo del primer utilitarismo y del principio consecuencionalista de que es la virtud la que proporciona, en sus propias palabras, «la mayor de las felicidades al mayor número de personas».
Buena parte del núcleo central del método científico (la naturaleza del conocimiento, prueba, experiencia y causalidad) y algunas de las modernas actitudes en lo que se refiere a la relación entre ciencia y religión fueron desarrolladas por el filósofo más famoso de la Ilustración escocesa, David Hume. «Como muchos de los intelectuales escoceses, Hume reverenciaba la nueva ciencia de Copérnico, Bacon, Galileo, Kepler e Newton; creía en el método experimental y aborrecía la superstición». Las ideas de Hume, influenciadas por el empirismo de Locke, se oponían frontalmente a la escuela racionalista de Descartes, siendo el primero en señalar el Problema de la Inducción, en virtud del cual demostraba la imposibilidad de construir leyes generales a partir de hechos individuales. Esto condujo al marcado pesimismo de la filosofía de Hume, que a su vez espoleó la filosofía de Immanuel Kant.

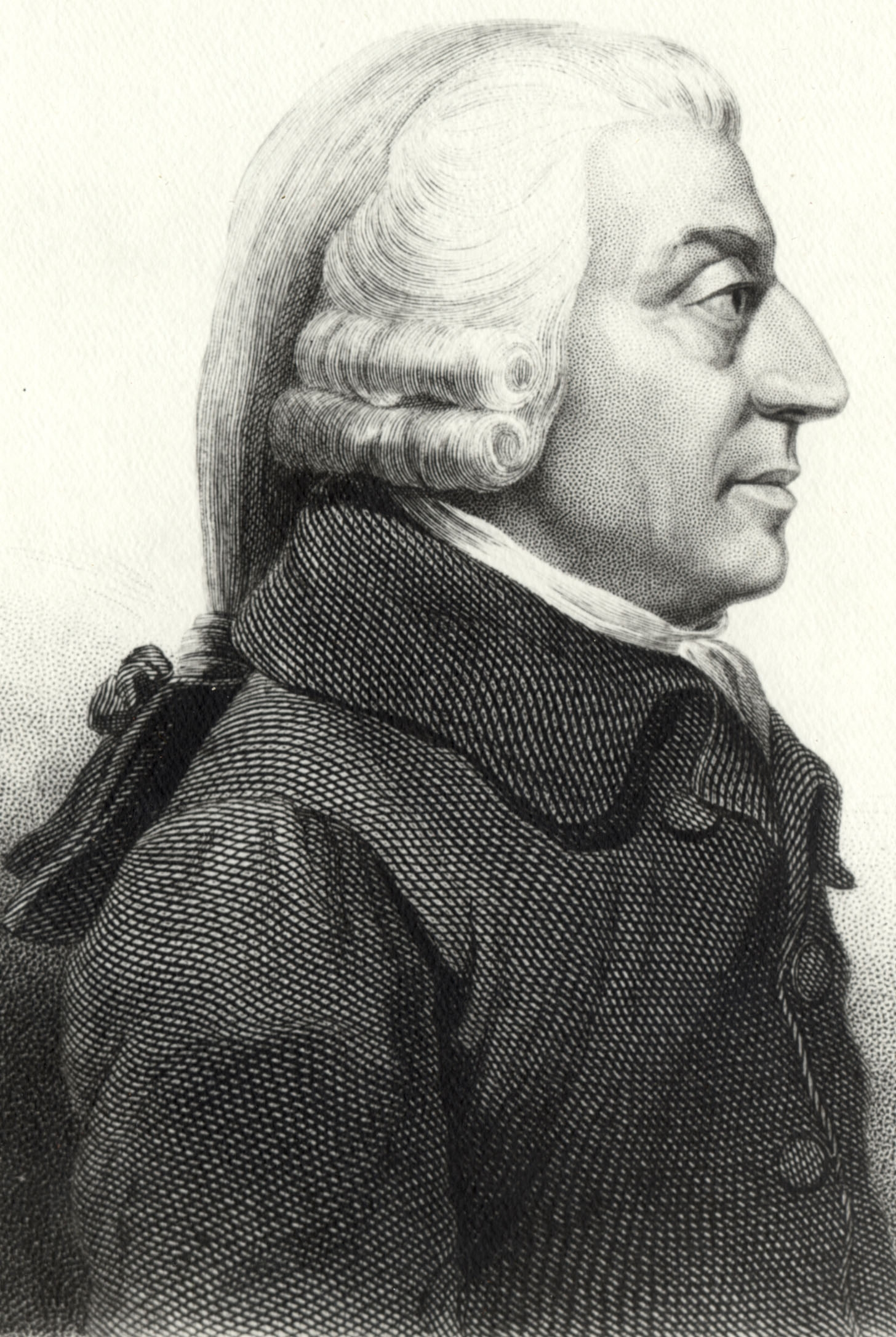
Adam Smith.

Una de las figuras más trascendentales de la Ilustración escocesa fue Adam Smith. Médico de formación y filósofo de profesión, Adam Smith fue conocido en vida sobre todo por su obra Teoría de los sentimientos morales, en la que desgranaba el papel del individuo en la sociedad, construyendo una moral pública. Sin embargo, su obra más conocida e influyente es La riqueza de las naciones, tratado fundacional del liberalismo y de la economía moderna. Esta obra tuvo un impacto inmediato en la economía británica, y aun hoy en día es un referente en las teorías y decisiones económicas del siglo XXI, sobre todo en lo que respecta a sus actitudes frente al capital humano y la política económica de los gobiernos.

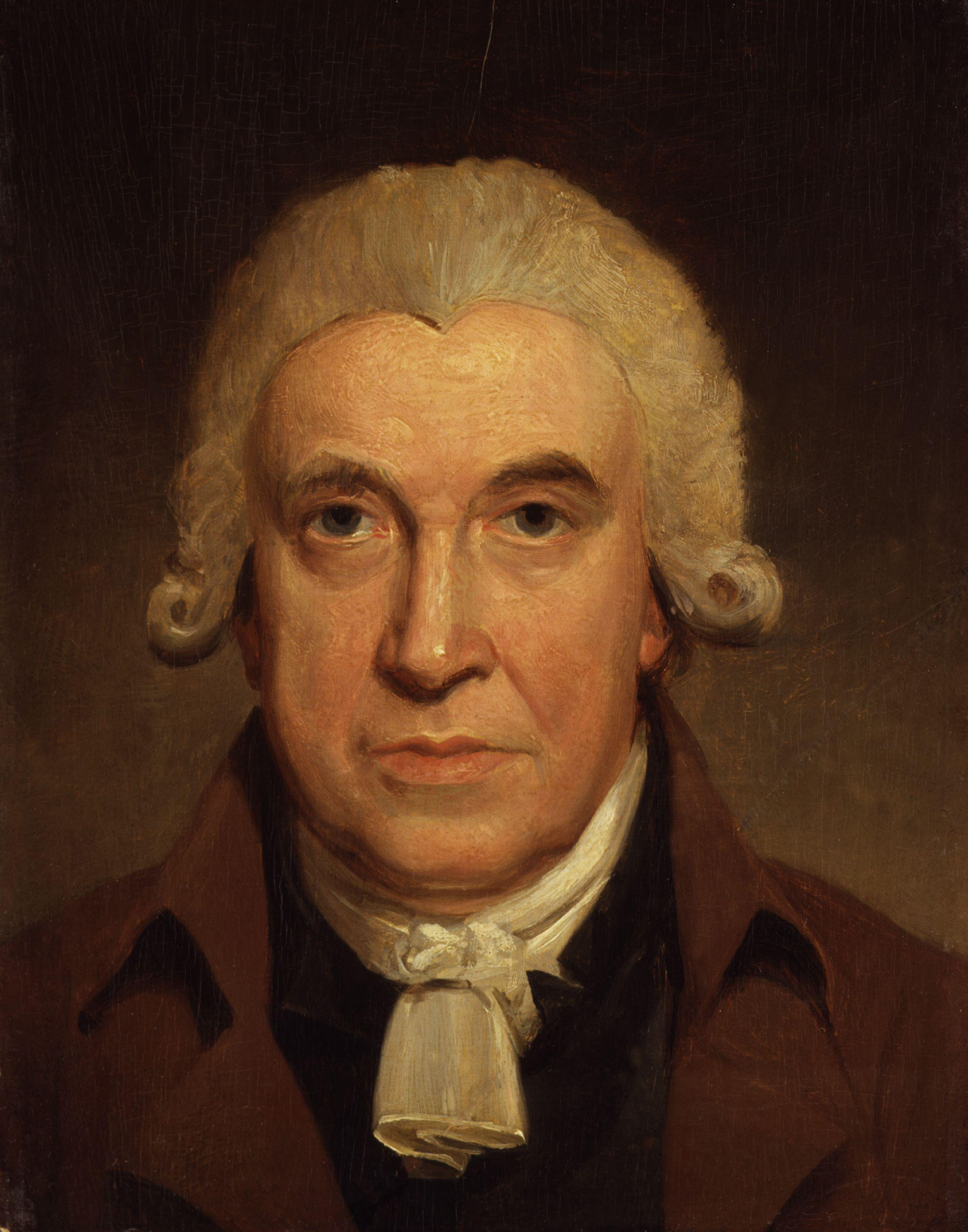
James Watt.

Los pensadores escoceses desarrollaron lo que Hume llamó ciencia del hombre, esto es, la antropología, que fue desarrollada por intelectuales como Lord Monboddo, Adam Ferguson, John Millar, Lord Kames y William Robertson, todos los cuales abordaron el estudio científico de cómo los seres humanos se habían comportado en las culturas antiguas y primitivas, y cuáles habían sido los cambios que habían llevado al progreso y a la actualidad. Estudiaron las fuerzas de la modernidad, reuniéndose comúnmente en los cafés y salones literarios de Lord Kames y Lord Monboddo.
El aspecto más práctico de la Ilustración escocesa se materializa en la figura del ingeniero James Watt, creador de la máquina de vapor y del regulador centrífugo, que espolearon el desarrollo de la Revolución industrial. Las aplicaciones de ambos inventos, que permitían acelerar y abaratar la producción industrial, colocaron al Reino de Gran Bretaña a la cabeza económica de Europa. La mejora en la capacidad de producción industrial vino acompañada por los estudios empíricos de diversos terratenientes escoceses, que pretendieron mejorar la productividad agrícola introduciendo técnicas tales como el sistema Norfolk o la rotación de cultivos, estudiando las plantas que mejor se adaptaban al medio escocés y comenzando la mecanización del campo. También se realizaron las primeras reforestaciones en masa: una visita de Samuel Johnson a Escocia en 1774, en la que señaló mordazmente la escasa presencia de árboles tanto en las tierras altas como bajas condujo a una campaña de reforestación del territorio llevada a cabo con intenso celo, que tuvo como consecuencia colateral la mejora de la calidad de los terrenos escoceses.
Aunque la Ilustración escocesa concluyó formalmente a finales del siglo XVIII, dejó en Escocia un profundo poso cultural que justifica la desproporcionaba cantidad de científicos e ingenieros escoceses que destacaron en la ciencia y las letras británicas de los siglos XVIII y XIX, teniéndose a James Hutton, James Watt, William Murdoch, James Clerk Maxwell, Lord Kelvin, William Rankine, Alexander Graham Bell y sir Walter Scott, entre otros.

## Figuras clave de la Ilustración escocesa
- Robert Adam (1728–1792), arquitecto
- James Anderson (1739–1808), agrónomo, abogado, científico amateur
- Joseph Black (1728–1799), médico y químico, aisló por primera vez el dióxido de carbono
- Hugh Blair (1718–1800), sacerdote, autor
- James Boswell (1740–1795), abogado, autor de La vida de Samuel Johnson
- Thomas Brown (1778–1820), filósofo
- Lord Monboddo (1714–1799), juez, lingüista y antecesor del pensamiento evolucionista
- Robert Burns[8] (1759–1796), poeta
- Adam Ferguson (1723–1816), según algunos, fundador de la sociología
- James Hall (1761–1832), geólogo
- Lord Kames (1696–1782), antropólogo, juez
- David Hume (1711–1776), filósofo, historiador
- Francis Hutcheson (1694–1746), filósofo
- James Hutton[8] (1726–1797), geólogo
- James Mill (1773–1836), historiador, padre de John Stuart Mill
- John Millar (1735–1801), historiógrafo
- John Playfair (1748–1819), matemático
- Allan Ramsay[9] (1686–1758), poeta
- Henry Raeburn[7] (1756–1823), pintor
- Thomas Reid (1710–1796), filósofo
- William Robertson (1721–1793), historiador
- Sir Walter Scott (1771–1832), novelista
- Tobias Smollett, novelista
- William Smellie (1740–1795), editor de la primera edición de la Encyclopædia Britannica
- Adam Smith (1723–1790), filósofo, economista
- Dugald Stewart (1753–1828), moralista
- James Watt (1736–1819), ingeniero

Algunos intelectuales marcamente influenciados por la Ilustración escocesa fueron:
- Erasmus Darwin (1731–1802), médico y naturalista, abuelo de Charles Darwin
- Benjamin Franklin (1706–1790), físico, padre fundador de los Estados Unidos de América, residió un tiempo en Edimburgo.